# .sn
.sn (Senegal) é o código TLD (ccTLD) na Internet para o Senegal.